# Metalist Charków
Metalist Charków (ukr. ФК «Металіст» Харків) – ukraiński klub piłkarski z siedzibą w mieście Charków, w północno-wschodniej części kraju, działający w latach 1925–2016.
W latach 2006–2009 zawodnikiem tego klubu był reprezentant Polski Seweryn Gancarczyk, w latach 2009–2011 – Marcin Burkhardt.

## Historia

### Chronologia nazw
- 12.1925: ChPZ Charków (ukr. ХПЗ [Харківський паровозобудівний завод] Харків, ros. ХПЗ [Харьковский паровозостроительный завод] Харьков)
- 04.1946: Traktor Charków (ukr. «Трактор» Харків, ros. «Трактор» Харьков)
- 05.1946: Dzerżyneć Charków (ukr. «Дзержинець» Харків, ros. «Дзержинец» Харьков)
- 1953: Awanhard Charków (ukr. «Авангард» Харків, ros. «Авангард» Харьков)
- 1967: Metalist Charków (ukr. «Металіст» Харків, ros. «Металлист» Харьков)
- 19.04.2016: klub rozwiązano
- 19.08.2016: SK Metalist Charków (ukr. СК «Металіст» Харків)
- 30.11.2016: klub rozwiązano

### ZSRR
Drużyna piłkarska ChPZ została założona w Charkowie w grudniu 1925 roku i reprezentowała Charkowską Fabrykę Parowozów (ChPZ). W 1935 roku drużyna po raz pierwszy została mistrzem Charkowa, a w kolejnym sezonie 1936 zadebiutowała w rozgrywkach Pucharu ZSRR. W 1938 po raz drugi startowała w rozgrywkach Pucharu ZSRR.
Po rozpoczęciu II wojny światowej Fabryka Parowozów, która już produkowała czołgi, została przeniesiona na Ural do miasta Niżny Tagił. Wszelkie rozgrywki sportowe zostały zawieszone. Dopiero po wyzwoleniu Charkowa od niemieckich okupantów w sierpniu 1943 Zakład maszyn transportowych został przywrócony do Charkowa w 1945 roku. W kwietniu 1946 roku nowo utworzony zespół Traktor wywalczył w turnieju z charkowskimi drużynami Zdorowja Traktor Sim i Dynamo miejsce w przyszłych rozgrywkach Mistrzostw ZSRR. Następnie w maju 1946 roku już jako Dzerżyneć debiutował w ukraińskiej strefie Grupy III Mistrzostw ZSRR, zwyciężając najpierw w swojej grupie Wschód, a potem plasując na trzeciej pozycji w finale ukraińskiej strefy. W 1947 roku nastąpiła reorganizacja systemu lig ZSRR i klub razem z Łokomotywem otrzymał prawo reprezentować miasto na poziomie drugim mistrzostw ZSRR, w których zajął 9.miejsce w ukraińskiej strefie Grupy II. W 1948 zespół został sklasyfikowany na 7.pozycji w podgrupie A ukraińskiej strefy Grupy II, a w 1949 awansował na 6.pozycję w klasyfikacji ukraińskiej strefy Grupy II. W 1947 i 1949 również brał udział w rozgrywkach Pucharu ZSRR. W 1950 ponownie nastąpiła reforma systemu lig ZSRR, w wyniku czego klub został pozbawiony możliwości występów w Mistrzostwach ZSRR. Od 1951 zespół startował w rozgrywkach Mistrzostw i Pucharu Ukraińskiej SRR.
W 1953 roku Dobrowolne Towarzystwo Sportowe (DST) "Dzierżyniec", które zrzeszało związki zawodowe pracowników produkcji maszyn transportowych, w ramach konsolidacji DST zostało dołączone do towarzystwa "Awanhard", w związku z czym klub zmienił nazwę na Awanhard. W 1956 roku po 7-letniej przerwie zespół zadebiutował po raz drugi na arenie ogólnokrajowej, zastępując przedstawiciela Kolei Południowej – Łokomotyw Charków. Zajął 10.miejsce w strefie I Klasy B Mistrzostw ZSRR. W roku 1959 klub zakończył sezon na trzeciej pozycji w strefie II Klasy B i zdobył historyczny awans do Klasy A jako najlepszy ukraiński zespół Klasy B. W debiutowym 1960 roku zespół zajął najpierw 9.miejsce w podgrupie A, a potem w turnieju o 13-18 miejsca został sklasyfikowany na pierwszej pozycji (końcowe 13.miejsce). W 1963 po kolejnej reformie systemu lig ZSRR klub został zdegradowany do Drugiej Grupy A.
Dopiero w roku 1967 klub otrzymał nazwę Metalist Charków. W 1973 klub zajął przedostatnie 19 miejsce w Pierwszej Lidze i spadł do Drugiej Ligi. W 1975 na rok powrócił do Pierwszej Ligi, jednak nie potrafił utrzymać się w niej.
Dopiero od 1979 roku klub ponownie występuje w Pierwszej Lidze. W 1981 klub zajął pierwsze miejsce i awansował do Wyższej Ligi, w której występował do 1991.
W 1983 roku Metalist Charków dotarł do finału Pucharu ZSRR, gdzie uległ Szachtarowi Donieck. Pięć lat później sięgnął po swój największy sukces – Puchar ZSRR (po pokonaniu Torpedo Moskwa 2:0). W ostatnim sezonie w ZSRR (1991), Metalist grał w najwyższej lidze.

### Ukraina
Klub został przydzielony do Ukraińskiej Wyższej Ligi. Od 1992 roku, gdy wystartowała liga ukraińska Metalist opuścił w niej 5 sezonów, grając na zapleczu ekstraklasy w latach 1994–1998 i 2003/04. Na początku XXI wieku w klub zainwestował człowiek z pierwszej dziesiątki najbogatszych Ukraińców – Ołeksandr Jarosławski. W 2004 został wybrany jego honorowym prezesem. Dzięki temu od 2006 roku Metalist jest w czołówce ligi. W sezonie 2006/07 klub stanął po raz pierwszy na podium mistrzostw Ukrainy, zajmując 3 miejsce w lidze. Ten sukces został powtórzony i w następnym sezonie 2007/08. W kolejnych sezonach 2008/09, 2009/10, 2010/11 oraz 2011/12 klub również uzyskiwał trzecią lokatę. Podczas przerwy zimowej sezonu 2012/13 klub opuścił jego prezes i nowym sponsorem została grupa kompanii „GazUkraina”. 7 lutego 2013 roku na Walnym Zgromadzeniu Akcjonariuszy klubu Metalist obrano nowego Prezesa klubu – Pana Serhija Kurczenka. Sezon 2012/13 był najlepszy w historii. Klub zdobył wicemistrzostwo Ukrainy, rozdzielając tym samym w tabeli dwa największe kluby tego kraju Szachtar Donieck i Dynamo Kijów co dało im prawo udziału w eliminacjach do Ligi Mistrzów UEFA. Jednak okazało się, że klub został zamieszany w aferę korupcyjną. Chodziło o mecz przeciwko zespołowi Karpaty Lwów w kwietniu 2008 roku. W związku z tym UEFA 14 sierpnia 2013 podjęła decyzję o wykluczeniu Metalistu Charków z eliminacji Ligi Mistrzów. W związku z powyższym klub odwołał się od decyzji do Sportowego Sądu Arbitrażowego przy Międzynarodowym Komitecie Olimpijskim, jednak odwołanie zostało odrzucone 16 sierpnia 2013. Dodatkowo klub został pozbawiony 3. miejsca w mistrzostwach Ukrainy w sezonie 2007/2008.
Po zakończeniu sezonu 2015/16 klub ogłosił o bankructwie i został wyłączony z rozgrywek zawodowych. Został pozbawiony statusu zawodowego latem 2016 roku z powodu ogromnego długu wynikającego z niechęci właściciela Serhija Kurczenki do dalszego utrzymywania Metalista i jego odmowy sprzedaży klubu innym potencjalnym inwestorom. Jednak już wkrótce, w lipcu 2016 został utworzony przez przedstawicieli Serhija Kurczenki nowy klub z nazwą SK Metalist, który zgłosił się do amatorskich mistrzostw obwodu charkowskiego. Zajął ostatnie miejsce w tabeli końcowej. W 2017 roku SK Metalist nie brał udziału w żadnych oficjalnych rozgrywkach piłkarskich i de facto przestał istnieć.
Wcześniej, 17 lipca 2016 powstał nowy klub, który został nazwany jako Metalist 1925 Charków i zgłosił się do amatorskich mistrzostw Ukrainy. Po zdobyciu wicemistrzostwa Ukrainy wśród amatorów latem 2017 został włączony do Drugiej Ligi.

## Sukcesy

### Trofea międzynarodowe
| \| \| Zdobyte trofea w rozgrywkach międzynarodowych (stan na: 31-05-2012) \| |                                                                     |      |          |
| Rozgrywki                                                                    | Osiągnięcie                                                         | Razy | Sezon(y) |
| · Liga Europy · (Puchar UEFA)                                                | zdobywca                                                            | 0    |          |
| · Liga Europy · (Puchar UEFA)                                                | finalista                                                           | 0    |          |
| · Liga Europy · (Puchar UEFA)                                                | 1/4 finału                                                          | 1    | 2011/12  |
| · Puchar Zdobywców                                                           | zdobywca                                                            | 0    |          |
| · Puchar Zdobywców                                                           | finalista                                                           | 0    |          |
| · Puchar Zdobywców                                                           | II runda (1/8 finału)                                               | 1    | 1988/89  |
| FIFA                                                                         | Zdobyte trofea w rozgrywkach międzynarodowych (stan na: 31-05-2012) |      |          |

### Trofea krajowe
Ukraina
| \| \| Zdobyte trofea w rozgrywkach Ukrainy (stan na: 31-05-2012) \| |                                                            |      |                                     |
| Rozgrywki                                                           | Osiągnięcie                                                | Razy | Sezon(y)                            |
| · Mistrzostwo                                                       | I miejsce                                                  | 0    |                                     |
| · Mistrzostwo                                                       | II miejsce                                                 | 1    | 2013                                |
| · Mistrzostwo                                                       | III miejsce                                                | 5    | 2007, 2008*, 2009, 2010, 2011, 2012 |
| Puchar                                                              | zdobywca                                                   | 0    |                                     |
| Puchar                                                              | finalista                                                  | 1    | 1992                                |
| II liga                                                             | I miejsce                                                  | 0    |                                     |
| II liga                                                             | II miejsce                                                 | 1    | 2004                                |
| II liga                                                             | III miejsce                                                | 1    | 1998                                |
| Ukraina                                                             | Zdobyte trofea w rozgrywkach Ukrainy (stan na: 31-05-2012) |      |                                     |

ZSRR
| \| \| Zdobyte trofea w rozgrywkach Związku Radzieckiego (stan na: 1-01-1992) \| |                                                                        |      |                                                      |
| Rozgrywki                                                                       | Osiągnięcie                                                            | Razy | Sezon(y)                                             |
| Mistrzostwo                                                                     | I miejsce                                                              | 0    |                                                      |
| Mistrzostwo                                                                     | II miejsce                                                             | 0    |                                                      |
| Mistrzostwo                                                                     | III miejsce                                                            | 0    |                                                      |
| Mistrzostwo                                                                     | 6 miejsce                                                              | 1    | 1961                                                 |
| Puchar                                                                          | zdobywca                                                               | 1    | 1988                                                 |
| Puchar                                                                          | finalista                                                              | 1    | 1983                                                 |
| · Superpuchar                                                                   | zdobywca                                                               | 0    |                                                      |
| · Superpuchar                                                                   | finalista                                                              | 1    | 1989                                                 |
| Puchar Ligi                                                                     | zdobywca                                                               | 0    |                                                      |
| Puchar Ligi                                                                     | finalista                                                              | 1    | 1987                                                 |
| II liga                                                                         | I miejsce                                                              | 1    | 1981                                                 |
| II liga                                                                         | II miejsce                                                             | 1    | 1968 (2 grupa)                                       |
| II liga                                                                         | III miejsce                                                            | 4    | 1957 (1 grupa), 1959 (2 grupa), 1965, 1969 (3 grupa) |
|                                                                                 | Zdobyte trofea w rozgrywkach Związku Radzieckiego (stan na: 1-01-1992) |      |                                                      |

*został pozbawiony 3. miejsca zgodnie z decyzją Sportowego Sądu Arbitrażowego w Lozannie od 2.08.2013.

### Inne trofea
- Memoriał Achmata Kadyrowa:
  - zdobywca (1x): 2012

## Stadion
Od 1926 roku klub rozgrywa swoje mecze domowe na stadionie Metalist (do 1967 nazywał się Traktor, a potem Dzierżyniec), który po rekonstrukcji na Euro 2012 może pomieścić 38 633 widzów i ma wymiary 105 × 68 metrów.

## Trenerzy
- 1925–1938:  Wołodymyr Wacek
- 1938–1941:  Kostiantyn Demczenko
- 1941–1945:  Kostiantyn Us
- 1946–1948:  Adam Bem
- 1949–1955:  Mykoła Usykow
- 1956:  Ołeksandr Szewcow
- 1957–1958:  Iwan Zołotuchin
- 1959:  Witalij Zub
- 1960–1961:  Ołeksandr Ponomariow
- 1962–0?.1962:  Witalij Zub
- 1962–08.1963:  Wiktor Żylin
- 08.08.1963–1964:  Wiktor Nowikow
- 1965–07.1966:  Jewgienij Jelisiejew
- 08.1966–1971:  Wiktor Kanewski
- 1972–0?.1972:  Wiktor Tierientjew
- 0?.1972–0?.1972:  Witalij Zub
- 0?.1972–1973:  Jurij Wojnow
- 1974–08.1974:  Mykoła Korolow
- 08.1974–0?.1975:  Witalij Zub
- 0?.1975–0?.1976:  Oleg Oszenkow
- 0?.1976–1976:  Adolf Poskotin
- 1977–1988:  Jewhen Łemeszko
- 1989–11.1992: // Łeonid Tkaczenko
- 01.1993–05.1993:  Wiktor Aristow
- 06.1993:  Siergiej Docenko
- 08.1993–11.1993:  Jewhen Łemeszko
- 11.1993–04.1994:  Ołeksandr Dowbij
- 05.1994–11.1995:  Wiktor Kamarzajew
- 03.1996–08.1996:  Wiktor Udowenko
- 08.1996–06.2000:  Mychajło Fomenko
- 07.2000–12.2000: / Łeonid Tkaczenko
- 03.2001–06.2001:  Witalij Szałyczew
- 06.2001:  Wiktor Udowenko (p.o.)
- 07.2001–10.2002:  Mychajło Fomenko
- 11.2002–05.2003:  Wałentyn Kriaczko
- 05.2003–06.2003:  Mychajło Fomenko
- 07.2003–12.2004:  Hennadij Łytowczenko
- 01.2005–06.2005:  Ołeksandr Zawarow
- 07.2005–24.02.2014:  Myron Markewicz
- 24.02.2014–18.05.2014:  Ihor Rachajew (p.o.)
- 18.05.2014–04.06.2015:  Ihor Rachajew
- 04.06.2015–18.04.2016:  Ołeksandr Sewidow
- 18.04.2016–14.05.2016:  Ołeksandr Pryzetko

## Statystyki

### Jubileuszowe bramki w Wyszczej Lidze Ukrainy
- 1-a – 7 marca 1992 Ołeksandr Pryzetko, Dynamo Kijów – Metalist Charków 2:1
- 100-a – 10 kwietnia 1999 Jan Szkolnykow, Prykarpattia Iwano-Frankowsk – Metalist Charków 1:2
- 200-a – 8 kwietnia 2002 Wołodymyr Macihura, Metalist Charków – Metałurh Mariupol 2:2
- 300-a – 10 września 2006 Serhij Danyłowski, Metalist Charków – Czornomoreć Odessa 4:0
- 400-a – 18 października 2008 Jajá, Metalist Charków – Arsenał Kijów 3:1
- 500-a – 24 października 2010 Denys Olijnyk, Illicziweć Mariupol – Metalist Charków 1:4[17]

## Europejskie puchary
Legenda do wszystkich tabel:
- Q – runda eliminacyjna, 1/16, 1/8, 1/4, 1/2 – odpowiednia faza rozgrywek, Grupa – runda grupowa, 1r gr – pierwsza runda grupowa, 2r gr – druga runda grupowa, F – finał, R – runda, PO – play-off
- k. – rzuty karne, los. – losowanie, Dogr. – dogrywka, w. – zasada bramek strzelonych na wyjeździe

| Sezon   | Rozgrywki                 | Runda   | Przeciwnik             | Dom      | Wyjazd   | Ogólnie    |
| ------- | ------------------------- | ------- | ---------------------- | -------- | -------- | ---------- |
| 1988/89 | Puchar Zdobywców Pucharów | 1R      | Borac Banja Luka       | 4–0      | 0–2      | 4–2        |
| 1988/89 | Puchar Zdobywców Pucharów | 2R      | Roda JC                | 0–0      | 0–1      | 0–1        |
| 2007/08 | Puchar UEFA               | 1R      | Everton                | 2–3      | 1–1      | 3–4        |
| 2008/09 | Puchar UEFA               | 1R      | Beşiktaş JK            | 4–1      | 0–1      | 4–2        |
| 2008/09 | Puchar UEFA               | Grupa B | Hertha BSC             | 0–0      |          | 1. miejsce |
| 2008/09 | Puchar UEFA               | Grupa B | Galatasaray SK         |          | 1–0      | 1. miejsce |
| 2008/09 | Puchar UEFA               | Grupa B | Olympiakos SFP         | 1–0      |          | 1. miejsce |
| 2008/09 | Puchar UEFA               | Grupa B | SL Benfica             |          | 1–0      | 1. miejsce |
| 2008/09 | Puchar UEFA               | 1/16    | UC Sampdoria           | 2–0      | 1–0      | 3–0        |
| 2008/09 | Puchar UEFA               | 1/8     | Dynamo Kijów           | 3–2      | 0–1      | 3–3, w.    |
| 2009/10 | Liga Europy               | 3Q      | HNK Rijeka             | 2–0      | 2–1      | 4–1        |
| 2009/10 | Liga Europy               | PO      | Sturm Graz             | 0–1      | 1–1      | 1–2        |
| 2010/11 | Liga Europy               | PO      | Omonia Nikozja         | 2–2      | 1–0      | 3–2        |
| 2010/11 | Liga Europy               | Grupa I | PSV Eindhoven          | 0–2      | 0–0      | 2. miejsce |
| 2010/11 | Liga Europy               | Grupa I | UC Sampdoria           | 2–1      | 0–0      | 2. miejsce |
| 2010/11 | Liga Europy               | Grupa I | Debrecen               | 2–1      | 5–0      | 2. miejsce |
| 2010/11 | Liga Europy               | 1/16    | Bayer 04 Leverkusen    | 0–4      | 0–2      | 0–6        |
| 2011/12 | Liga Europy               | PO      | FC Sochaux-Montbéliard | 0–0      | 4–0      | 4–0        |
| 2011/12 | Liga Europy               | Grupa G | AZ Alkmaar             | 1–1      | 1–1      | 1. miejsce |
| 2011/12 | Liga Europy               | Grupa G | Austria Wiedeń         | 4–1      | 2–1      | 1. miejsce |
| 2011/12 | Liga Europy               | Grupa G | Malmö FF               | 3–1      | 4–1      | 1. miejsce |
| 2011/12 | Liga Europy               | 1/16    | Red Bull Salzburg      | 4–0      | 4–1      | 8–1        |
| 2011/12 | Liga Europy               | 1/8     | Olympiakos SFP         | 0–1      | 2–1      | 2–2, w.    |
| 2011/12 | Liga Europy               | 1/4     | Sporting CP            | 1–1      | 1–2      | 2–3        |
| 2012/13 | Liga Europy               | PO      | Dinamo Bukareszt       | 2–1      | 2–0      | 4–1        |
| 2012/13 | Liga Europy               | Grupa K | Bayer 04 Leverkusen    | 2–0      | 0–0      | 1. miejsce |
| 2012/13 | Liga Europy               | Grupa K | Rosenorg               | 3–1      | 2–1      | 1. miejsce |
| 2012/13 | Liga Europy               | Grupa K | Rapid Wiedeń           | 2–0      | 0–1      | 1. miejsce |
| 2012/13 | Liga Europy               | 1/16    | Newcastle United       | 0–1      | 0–0      | 0–1        |
| 2013/14 | Liga Mistrzów             | 3Q      | PAOK FC                | 1–1      | 2–0      | 3–1        |
| 2013/14 | Liga Mistrzów             | PO      | FC Schalke 04          | walkower | walkower | walkower   |
| 2014/15 | Liga Europy               | PO      | Ruch Chorzów           | 0–0      | 1–0      | 1–0        |
| 2014/15 | Liga Europy               | Grupa L | Legia Warszawa         | 0–1      | 1–2      | 4. miejsce |
| 2014/15 | Liga Europy               | Grupa L | Trabzonspor            | 1–2      | 1–3      | 4. miejsce |
| 2014/15 | Liga Europy               | Grupa L | Lokeren                | 0–1      | 0–1      | 4. miejsce |